# Benabarre
Benabarre (Benavarri en catalán ribagorzano) es una localidad y municipio español de Ribagorza, en la provincia de Huesca, Aragón. 
Es la capital histórico-cultural de la comarca y la antigua capital del condado de Ribagorza. Forma parte de La Franja oriental de municipios aragoneses en los que se habla catalán ribagorzano. En algunos textos antiguos aparece como Benabarri.
Benabarre se encuentra en el Prepirineo, a 90 km de Huesca y 65 km de Lérida, a una altitud de 792 m, en un pequeño sinclinal entre los ríos Ésera y Cajigar. La mayor parte del territorio, no obstante, pertenece a la cuenca del Noguera Ribagorzana. Al norte se encuentra la sierra del castillo de Laguarres y al sur la sierra del Montsec. Por su término municipal pasa la carretera N-230 que une Lérida y el Valle de Arán.

## Geografía

### Núcleos de población del municipio
- Aler. Término agregado a Benabarre antes de 1930. Situado a 669 metros de altitud y en la cuenca del Río Ésera.[7] Al noroeste del lugar se encuentra la ermita de Nuestra Señora de las Ventosas.[8]
- Antenza. Situado en la margen izquierda del Río Cajigar. Pertenece a Benabarre desde 1974. El castillo del pueblo fue el origen de la Baronía de Entenza.[9]
- Benabarre (capital del municipio).[10] (Sus calles mantienen una estructura medieval). Situado a 1 km al norte se encuentra el antiguo monasterio dominicano de Nuestra Señora de Linares.[11]
- Caladrones. Está situado en una colina en la margen izquierda del Río Guart. Del antiguo Castillo de Caladrones solo queda la torre. En 1974, el término municipal de Caladrones junto con sus pueblos: Caladrones, Ciscar i Antenza, se anexionó al de Benabarre.[12]
- Castilló del Pla. Situado al pie de la Sierra de la Corrodilla, a 762 metros de altitud. Antiguamente, formaba parte del municipio de Pilzán.[13]
- Ciscar. Situado a 591 metros de altitud en la margen derecha del Río Cajigar.[14]
- Estaña. Está situado a 716 metros de altitud en la sierra que separa el Río Guart i las aguas de la Sosa (Río Cinca).[15]
- Pilzán. A 905 metros de altitud sobre el nivel del mar. Hasta 1972 fue un municipio independiente. Las entidades de población que comprendía el término eran: Estaña, Castilló del Pla, Andolfa y los despoblados de Penavera i Cabestany.[16][17]
- Purroy de la Solana. Situado encima del barranc del Molí. Término independiente hasta 1974.[18] El municipio comprendía la ermita de Nuestra Señora del Pla.[19]

## Historia
Es una población muy antigua, probablemente la "Bargidum" o "Bargusia" de los romanos y se dice que fue adjudicada a los árabes tomando el nombre de su primer señor Aben Avarre.
Fue conquistada al islam en torno al año 1062 (aunque no existe documento alguno que acredite la fecha exacta). Lo que es indudable es que se ganó para el Reino de Aragón por su rey  Ramiro I de Aragón  dentro de la misma campaña militar en la que este conquista, inmediatamente al norte de esta localidad, las plazas de Luzás, Viacamp, Litera, Tolva, Laguarres y Lascuarre y, justo al sur de la misma y al norte de Purroy y Caserras, la partida de Falces, Falcibus, de una de cuyas casas y sus alodios ese rey concede franquicia a Agila de Falces y sus hermanos el 1 de febrero de 1067 (según se documenta en esa fecha).
Fue la capital del Condado de Ribagorza hasta que en la Guerra de la Independencia las tropas francesas de Napoleón decidieron hacer de Graus la capital de la región, a modo de represalia contra los habitantes de Benabarre. Después de esto, Benabarre dejó de ser la capital administrativa pero sigue siendo el centro cultural de la Ribagorza.
Durante la primera guerra carlista (1833-1840) fue una de las poblaciones que más sufrió de las de la provincia de Huesca.

## Demografía
Benabarre cuenta con una población de 1137 habitantes (INE 2024).
| Gráfica de evolución demográfica de Benabarre entre 1842 y 2021 |
| |
| Población de derecho según los censos de población del INE Población de hecho según los censos de población del INEEntre el censo de 1930 y el anterior, crece el término del municipio porque incorpora a Aler Entre el censo de 1981 y el anterior, crece el término del municipio porque incorpora a Caladrones, Pilzán y Purroy de la Solana |

## Administración y política
| Período   | Alcalde                         | Partido                                  |  |
| --------- | ------------------------------- | ---------------------------------------- |  |
| 1979-1981 | Bienvenido Luis Almuzada Tarroc | Ind.                                     |  |
| 1981-1983 | José Antonio Ballarín Pociello  | Ind.                                     |  |
| 1983-1987 | Manuel Jaraiz Canfranc          | Partido Socialista Obrero Español (PSOE) |  |
| 1987-1991 | Manuel Jaraiz Canfranc          | Partido Socialista Obrero Español (PSOE) |  |
| 1991-1995 | Manuel Jaraiz Canfranc          | Partido Socialista Obrero Español (PSOE) |  |
| 1995-1999 | Manuel Jaraiz Canfranc          | Partido Socialista Obrero Español (PSOE) |  |
| 1999-2003 | Antonio Cosialls Pueyo          | Partido Aragonés (PAR)                   |  |
| 2003-2007 | Alfredo Sancho Guardia          | Partido Socialista Obrero Español (PSOE) |  |
| 2007-2011 | Alfredo Sancho Guardia          | Partido Socialista Obrero Español (PSOE) |  |
| 2011-2015 | Alfredo Sancho Guardia          | Partido Socialista Obrero Español (PSOE) |  |
| 2015-2019 | Alfredo Sancho Guardia          | Partido Socialista Obrero Español (PSOE) |  |
| 2019-2023 | Alfredo Sancho Guardia          | Partido Socialista Obrero Español (PSOE) |  |
| 2023-     | Yolanda Castelló Carrasquet     | Partido Socialista Obrero Español (PSOE) |  |

| Partido político    | Partido político                            | 1979   | 1983   | 1991   | 1995   | 1999   | 2003   | 2007   | 2011   | 2015   | 2019   | 2023   |
| Partido político    | Partido político                            | Ediles | Ediles | Ediles | Ediles | Ediles | Ediles | Ediles | Ediles | Ediles | Ediles | Ediles |
|                     | Partido Socialista Obrero Español (PSOE)    | —      | 5      | 7      | 5      | —      | 3      | 6      | 5      | 4      | 6      | 5      |
|                     | Partido Popular de Aragón (PP)              | —      | 2      | —      | 2      | 2      | —      | 2      | 3      | 4      | 3      | 3      |
|                     | Aragón Sí Puede-Podemos-Equo                | —      | —      | —      | —      | —      | —      | —      | —      | 1      | 0      | —      |
|                     | Partido Aragonés (PAR)                      | —      | 2      | 2      | 2      | 6      | 3      | 0      | —      | 0      | —      | —      |
|                     | Chunta Aragonesista (CHA)                   | —      | —      | —      | —      | 1      | 3      | 1      | 1      | —      | —      | 1      |
|                     | Convergència Democràtica de la Franja (CDF) | —      | —      | —      | —      | —      | —      | —      | 0      | —      | —      | —      |
|                     | ADP                                         | 5      | —      | —      | —      | —      | —      | —      | —      | —      | —      | —      |
|                     | ADEB                                        | 4      | —      | —      | —      | —      | —      | —      | —      | —      | —      | —      |
|                     | Centro Democrático y Social (CDS)           | —      | 0      | —      | —      | —      | —      | —      | —      | —      | —      | —      |
| Total de concejales | Total de concejales                         | 9      | 9      | 9      | 9      | 9      | 9      | 9      | 9      | 9      | 9      | 9      |

## Cultura

### Fiestas
- 8 de junio, San Medardo: fiestas patronales.
  - Destaca la pastorada entre el amo y el ramadá (pastor), y su típico baile El ball dels palitrocs. Se realiza la Baixada de Carricotxes, concurso de adornos de carrozas.
- Agosto
  - Ball dels Salvatges: Representación que se ha recuperado recientemente. Es un tipo de teatro con una serie de bailes protagonizados por hombres de distinto estatus social, cuyo fin es conquistar a una dama. Desde 2010 tiene carácter bienal.
  - El tercer fin de semana de agosto son las fiestas de verano.

También es bastante reconocida en la comarca de la Ribagorza su procesión de Semana Santa, atípica en este sentido porque los romanos que encabezan la procesión poco tienen que ver con los romanos que todos podemos conocer, es un traje de romano con influencias de soldado renacentista, toda una delicia visual para los turistas que quieran detenerse a contemplar esta procesión el Viernes Santo a las 22 h desde la plaza de la iglesia Nuestra Señora de Valdeflores.

### Patrimonio

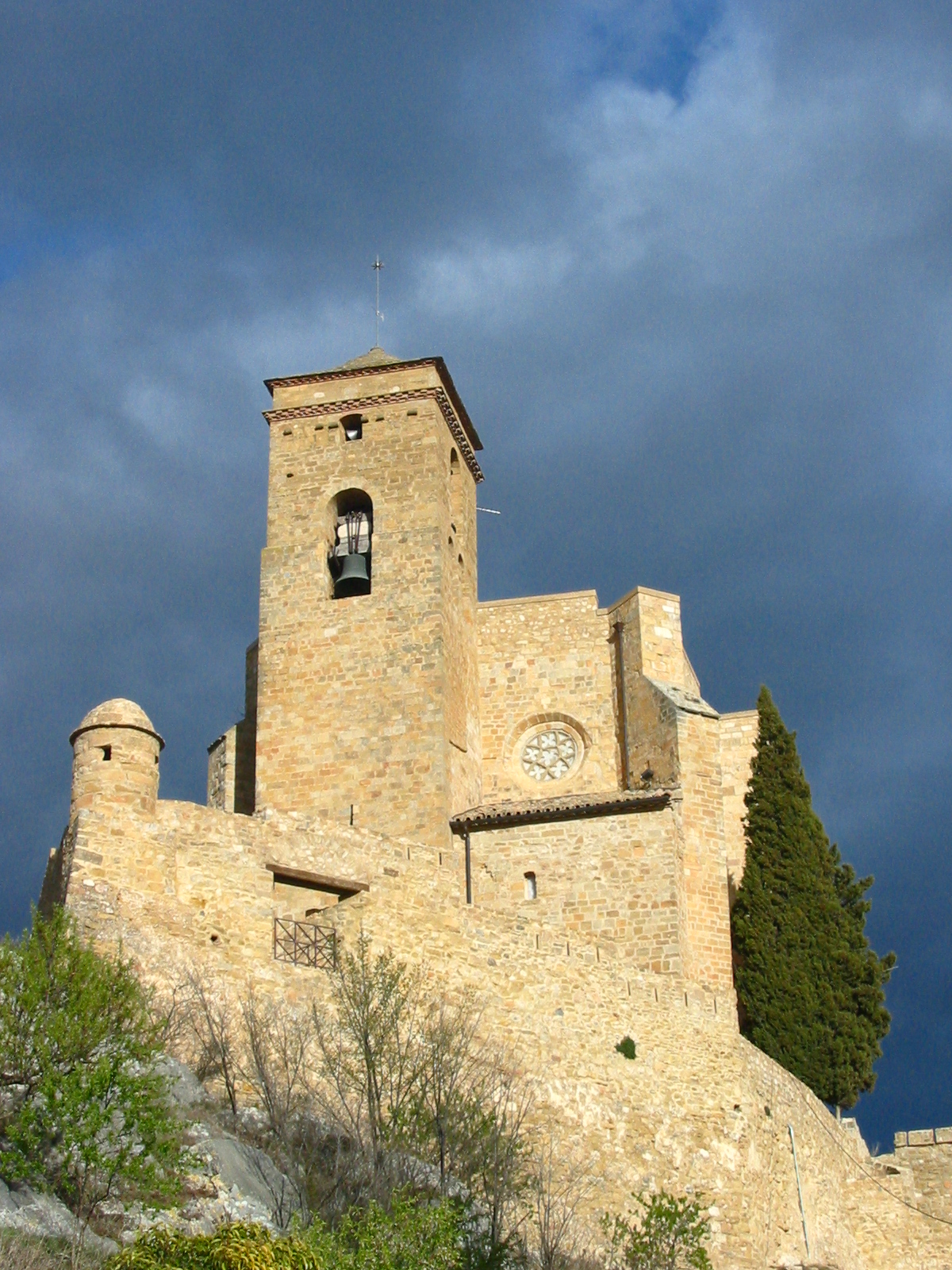
Castillo de Benabarre

#### Patrimonio arquitectónico
- El castillo de los condes de Ribagorza, del siglo X-XI.[29]
- Iglesia parroquial del siglo XIX.[29]
- Casco urbano medieval
- Ermita de San Medardo.[29]
- Molino de harina.
- Pozo de hielo.
- Molino de Aceite de 1932
- Lavadero del siglo XIII

Destacan también las ermitas de  Santa María de Caladrones y San Salvador de Antenza, así como las iglesias de San Román de Estaña, San Esteban de Estaña, Santiago de Antenza, Santa Ana de Caladrones, Santa María de Aler, San Cristóbal de Ciscar y San Miguel de Ciscar.

#### Patrimonio natural
- Parque de San Medardo
- Plátano gigante de sombra en C/San Agustín

#### Equipamientos culturales y deportivos
- Casa de Cultura: Plaza Escuelas Pías, 5.
- Biblioteca Municipal: fundada en 1953 y actualmente situada en los bajos de la Casa de Cultura. Galardonada con la Medalla de Ribagorza en 2025, junto a las bibliotecas de Arén, Benasque, Campo, Castejón de Sos y Graus. El Consejo Comarcal destacó como méritos para el otorgamiento de la distinción: la dinamización cultural que llevan a cabo las Bibliotecas de Ribagorza como espacio abierto a los vecinos más allá del simple préstamo de libros, su papel educativo en colaboración constante con los centros escolares y con Asociaciones sin ánimo de lucro de colectivos específicos y su constante incremento de usuarios a través de la creación de hábitos de lectura, fundamentalmente, entre los más pequeños. La responsable actual es Silvia Martínez Vigara.
- Piscinas municipales: C/ Ribagorza. Inauguradas en 1983, cuentan con dos vasos diferenciados para el baño, uno de ellos de pequeño fondo para la iniciación a la natación, vestuarios y zona de césped, además de un bar y restaurante abierto durante todo el año. En el exterior se encuentran las instalaciones polideportivas al aire libre con una pista de tenis, dos pistas polideportivas y pistas de pádel. Además hay un pequeño parque infantil.
- Pabellón polideportivo municipal: C/Aurignac. La instalación deportiva, inaugurada en 1991, cuenta con distintas instalaciones y espacios para la práctica del deporte y otras áreas polivalentes. Cuenta con vestuarios y almacenes de material, además de graderío. Se encuentra abierto en horario de tarde. Es el epicentro de distintos eventos y ferias. Cuenta con una pista polideportiva principal con dos canastas instaladas y porterías; sala habilitado como gimnasio; dos salas multiusos para el desarrollo de actividades deportivas; rocódromo interior; Espacio Joven; una mesa de tenis de mesa en el exterior.

### Medios de comunicación
- Radio Benabarre - Cadena Dial Ribagorza (101.1 FM): fundada el 21 de julio de 1990 por José Luis Brualla Arsac y Pilar Borruel Brualla. De titularidad municipal en sus primeros años, desde 1997 es una emisora privada que combina programación local y musical de Cadena Dial.

## Benabarrenses ilustres
- Juan II de Ribagorza (o Juan de Aragón): conde de Ribagorza, lugarteniente de Cataluña y virrey de Nápoles (1457-1528)
- Pedro García de Benavarre: pintor del gótico (siglo XV)
- Juan Bayarte Calasanz y Ávalos: gobernador de Menorca e Ibiza en el siglo XVII[30]
- Jaume Santiveri i Piniés: empresario, fundador de Santiveri[31]

## Localidades hermanadas
- Aurignac, Francia.[32]